# Morat
Morat é uma banda colombiana de folk-pop formada em Bogotá. Seus integrantes são Simón Vargas Morales, Juan Pablo Isaza Pineros, Martín Vargas Morales, Juan Pablo Villamil Cortés. Anteriormente, até o final de 2016 havia feito parte da banda o baterista Alejandro Posada, porém Martín o substituiu. Por volta de 2015 alcançaram fama internacional por seu single Mi Nuevo Vicio que era tocado junto a cantora mexicana Paulina Rubio; a banda é considerada uma das novas promessas do pop da américa latina.

## Historia
Os integrantes originais do Morat estudaram no mesmo colégio, o Gimnasio La Montaña, alguns deles estudam juntos na Universidad de Los Andes em Bogotá, Colômbia. Se conhecendo desde os 5 anos de idade. Começaram tocando juntos em várias ocasiões e quando terminaram o colégio tomaram a decisão de criar uma banda. Algumas de suas influências musicais são Joaquín Sabina, Eric Clapton e Bacilos.
Começaram a se destacar internacionalmente em 2015, quando seu single "Mi Nuevo Vicio" surgiu com a colaboração de Paulina Rubio. Com ele, Morat conseguiu Disco de Platina Digital, número 1 em vendas digitais na Espanha, e número 1 no Air Play do México. Ao mesmo tempo, lançaram a música "Cuánto Me Duele" com a produção de Mauricio Rengifo (Dandee), e incluída no EP "Grabado En Madera". Ao final de 2015 lançaram um novo single chamado "Cómo Te Atreves", que alcançou número 1 no iTunes e os levou a fama na Espanha e participou da trilha sonora de GH Vip, uma versão do Big Brother.

### Origem do nome
"Morat" é o sobrenome de um antepassado do ex-integrante da banda, Alejandro Posada. A fazenda da família, no interior de Bogotá chamada "La Morat", é o lugar onde a banda começou seus primeiros ensaios. Antes de serem conhecidos como Morat, a banda se chamava Malta, nome de um cachorro que Juan Pablo Isaza teve, porém o reality show brasileiro superstar já havia lançado uma banda chamada malta.

## Discografia
| Sobre El Amor Y Sus Efectos Secundarios... Y Unas Cuantas Cosas Más (Edición Especial) | Sobre El Amor Y Sus Efectos Secundarios... Y Unas Cuantas Cosas Más (Edición Especial) | Sobre El Amor Y Sus Efectos Secundarios... Y Unas Cuantas Cosas Más (Edición Especial) |
| -------------------------------------------------------------------------------------- | -------------------------------------------------------------------------------------- | -------------------------------------------------------------------------------------- |
| N.°                                                                                    | Título                                                                                 | Duração                                                                                |
| 1                                                                                      | Mi Nuevo Vicio                                                                         | 3:57                                                                                   |
| 2                                                                                      | En Un Solo Día                                                                         | 3:22                                                                                   |
| 3                                                                                      | Aprender A Quererte                                                                    | 3:49                                                                                   |
| 4                                                                                      | Yo Más Te Adoro                                                                        | 3:22                                                                                   |
| 5                                                                                      | Di Que No Te Vas                                                                       | 3:58                                                                                   |
| 6                                                                                      | Ladrona                                                                                | 3:20                                                                                   |
| 7                                                                                      | Cómo Te Atreves                                                                        | 4:01                                                                                   |
| 8                                                                                      | Una Vez Más                                                                            | 4:02                                                                                   |
| 9                                                                                      | Mil Tormentas (con Cali y El Dandee)                                                   | 3:53                                                                                   |
| 10                                                                                     | Ahora Que No Puedo Hablar                                                              | 4:25                                                                                   |
| 11                                                                                     | Amor Con Hielo                                                                         | 3:24                                                                                   |
| 12                                                                                     | Cuánto Me Duele                                                                        | 3:50                                                                                   |
| 13                                                                                     | Ya No Estás Tú                                                                         | 3:20                                                                                   |
| 14                                                                                     | La Última Vez                                                                          | 3:38                                                                                   |
| 15                                                                                     | Del Estadio Al Cielo                                                                   | 3:54                                                                                   |
| 16                                                                                     | Eres Tu                                                                                | 3:25                                                                                   |
| 17                                                                                     | Mi Nuevo Vicio (con Paulina Rubio)                                                     | 4:02                                                                                   |
| 18                                                                                     | Yo contigo, tu conmigo (con Álvaro Soler)                                              | 2:59                                                                                   |
| 19                                                                                     | Cómo Te Atreves (Versión Acústica)                                                     | 4:01                                                                                   |

Lançado: 23 de jun de 2017 ℗ 2017
Universal Music Spain, S.L.U.
| Balas perdidas: Edición especial | Balas perdidas: Edición especial                        | Balas perdidas: Edición especial |
| -------------------------------- | ------------------------------------------------------- | -------------------------------- |
| 1                                | Otras se pierden                                        | 3:54                             |
| 2                                | Acuérdate de mí                                         | 3:41                             |
| 3                                | Besos en guerra (con Juanes)                            | 3:51                             |
| 4                                | Cuando el amor se escapa                                | 2:56                             |
| 5                                | No se va                                                | 3:36                             |
| 6                                | Mi vida entera                                          | 3:34                             |
| 7                                | El embrujo (con Antonio carmona amaya y Josemi Carmona) | 3:58                             |
| 8                                | Yo no merezco volver                                    | 3:40                             |
| 9                                | Maldita costumbre                                       | 2:45                             |
| 10                               | Cuando nadie ve                                         | 3:39                             |
| 11                               | Punto y aparte                                          | 3:31                             |
| 12                               | 11 besos                                                | 1:58                             |
| 13                               | Causa perdida                                           | 3:40                             |
| 14                               | ¿Qué ganas?                                             | 3:32                             |
| 15                               | Mi suerte                                               | 3:33                             |
| 16                               | Presiento (con Aitana)                                  | 2:54                             |

Lançado: 10 de maio de 2019 ℗ 2019
Universal Music Spain, S.L.U.

## Membros
- Juan Pablo Villamil; Baixo, guitarra, voz.
- Juan Pablo Isaza; Teclados, guitarra, voz.
- Simón Vargas; Baixo, guitarra, coro.
- Martín Vargas; Bateria, precursão, coro.

Ex-componentes de Morat:
- Alejandro Posada Carrasco; Bateraa, percussão, voz.
- Andrés Echeverri Valle; Coro, produção de estúdio, masterização.

Artistas colaboradores:
- Mauricio Rengifo (Dandee);  Produção.
- Paulina Rubio; "Mi nuevo vicio".
- Alejandro Fernández; "Sé que te duele".
- Cali y el Dandee; "Mil tormentas".
- Álvaro Soler; "Yo contigo, tú conmigo" (BSO "Gru 3: Mi villano favorito").
- Juanes,"Besos En Guerra" e ''506''
- Nabález, "La Correcta"
- James TW; ''Someone I Used to Know''
- Feid; ''Salir Con Vida''

## Prêmios e reconhecimentos
- Disco de Platina Duplo pelo disco Sobre el amor y sus efectos secundarios (2016).
- Número 1 em diferentes plataformas digitais em Hispanoamérica e España com a música Mi Nuevo Vicio (com Paulina Rubio). (Air Play, iTunes, etcétera).
- Indicado ao Grammy Latino a Melhor Artista Novo.
- Indicado ao LOS40 Music Awards a Melhor Artista Ou Grupo Revelação.
- Indicado ao Premios Dial a Melhor Artista Ou Grupo Revelação.
- Indicado ao Premios SHOCK a Melhor Artista Novo.
- Indicado ao Premios MTV MIAW 2017 a Explosão Pop do ano e Hit do ano.
- Indicado ao Kids' Choice Awards México 2017 a Canção Favorita.
- Premio Cadena Dial 2017.
- Premio a Melhor Canção Do Ano De 2017 nos LOS40 Music Awards.
- Indicado ao Kids´ Choice Awards Latinoámerica 2018 a Estrela Musical Latina Favorita
- Indicado ao Grammy Latino de Melhor Álbum Vocal Pop em Dupla ou Grupo em 2019 por Balas Perdidas.[5]